# Big Time (Tom Waits)
Big Time è la prima raccolta live del cantautore statunitense Tom Waits.

## Tracce
Testi e musiche di Tom Waits, eccetto dove indicato.
1. 16 Shells From A 30.06 – 4:18
2. Red Shoes – 4:19
3. Underground – 2:34
4. Cold Cold Ground – 3:27
5. Straight To The Top – 2:48 – Tom Waits/Greg Cohen
6. Yesterday Is Here – 2:40 – Tom Waits/Kathleen Brennan
7. Way Down In The Hole – 4:43
8. Falling Down – 4:15
9. Strange Weather – 3:35 – Waits/Brennan
10. Big Black Mariah – 2:59
11. Rain Dogs – 3:36
12. Train Song – 4:29
13. Johnsburg, Illinois – 1:29
14. Ruby's Arms – 4:54
15. Telephone Call From Istanbul – 4:17
16. Clap Hands – 4:57
17. Gun Street Girl – 4:01
18. Time – 4:10

## Musicisti
- Michael Blair - batteria, percussioni, bongos
- Ralph Carney - sax, clarinetto
- Greg Cohen - basso elettrico, contrabbasso, fiati
- Richie Hayward - batteria
- Marc Ribot - chitarra, banjo, tromba
- Willy Schwarz - fisarmonica, organo Hammond, sitar, conga
- Fred Tackett - chitarra
- Larry Taylor - basso
- Tom Waits - voce, chitarra, organo